# Mitchel Musso
Mitchel Musso (* 9. července 1991, Garland, Texas) je americký herec.
Žije v Texasu se svou matkou, otcem a dvěma bratry, Masonem a Marcem, a jejich psem Stitchem. Už dva roky je plně zaměstnán točením reklam a několika filmů. Mitchelův průlom přišel v září 2002, když New Line Cinema potřebovalo dva malé chlapce pro role synovců Roberta Duvalla a Michaela Caina ve filmu Vysloužilí lvi (2003). Nejvíce ho proslavila role Olivera Okena v seriálu Hannah Montana. V poslední serii Hannah Montana Forever už ale nehraje.

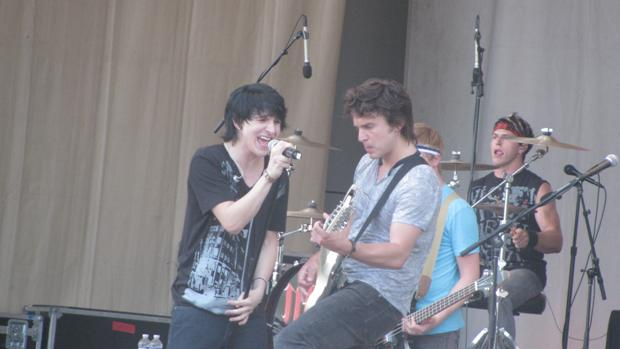
Mitchelovo vystoupení na Taste Of Chicago v roce 2009

## Filmografie
| Rok        | Název                                                | Role                          |
| ---------- | ---------------------------------------------------- | ----------------------------- |
| 2002       | Am I Cursed?                                         | Richie                        |
| 2002       | They Keyman                                          | Cub Scout                     |
| 2003       | Secondhand Lions                                     | Boy                           |
| 2004       | Oliver Beene                                         | One Nad aka Walter            |
| 2005       | Avatar: The Last Airbender                           | Aang                          |
| 2005       | Life Is Ruff                                         | Raymond Figg                  |
| 2005       | Walker Texas Ranger: Trial by Fire                   | Josh Whitley                  |
| 2006       | Monster House                                        | DJ Walters                    |
| 2006-2011  | Hannah Montana                                       | Oliver Oken/Mike Standley III |
| 2007       | Shorty McShorts' Shorts                              | Kevin                         |
| 2007-doteď | Phineas and Ferb                                     | Jeremy Johnson (hlas)         |
| 2009       | Hatching Pete                                        | Cleatus Poole                 |
| 2009       | Yin Yang Yo!                                         | sám za sebe (hlas)            |
| 2009       | Hannah Montana: The Movie                            | Oliver Oken                   |
| 2010-2012  | Pair Of Kings                                        | Král Brady                    |
| 2010       | The Search for Santa Paws                            | Adult Santa Paws              |
| 2011       | So Random!                                           | sám za sebe                   |
| 2011       | PrankStars                                           | hostitel/sám za sebe          |
| 2011       | Phineas and Ferb The Movie: Across the 2nd Dimension | Jeremy Johnson (hlas)         |

## Diskografie
| Rok vydání           | Název         |
| -------------------- | ------------- |
| 2009                 | Mitchel Musso |
| 2010                 | Brainstorm    |
| 2012 (připravuje se) | Lonely        |